# Dolní Žandov (nádraží)
Dolní Žandov je železniční stanice v jihozápadní části obce Dolní Žandov v okrese Cheb v Karlovarském kraji nedaleko Šitbořského potoka. Leží na jednokolejné železniční trati Plzeň–Cheb. Stanice je elektrizovaná (25 kV, 50 Hz AC).

## Historie
Stanice byla vybudována jakožto součást Dráhy císaře Františka Josefa (KFJB) spojující Vídeň, České Budějovice a Cheb, podle typizovaného stavebního návrhu. 28. ledna 1872 byl s místním nádražím uveden do provozu celý nový úsek trasy z Plzně do Chebu, kudy bylo možno pokračovat po železnici do Německa.
Po zestátnění KFJB v roce 1884 pak obsluhovala stanici jedna společnost, Císařsko-královské státní dráhy (kkStB), po roce 1918 pak správu přebraly Československé státní dráhy.
Elektrický provoz byl na trati procházející stanicí zahájen 6. června 1968.

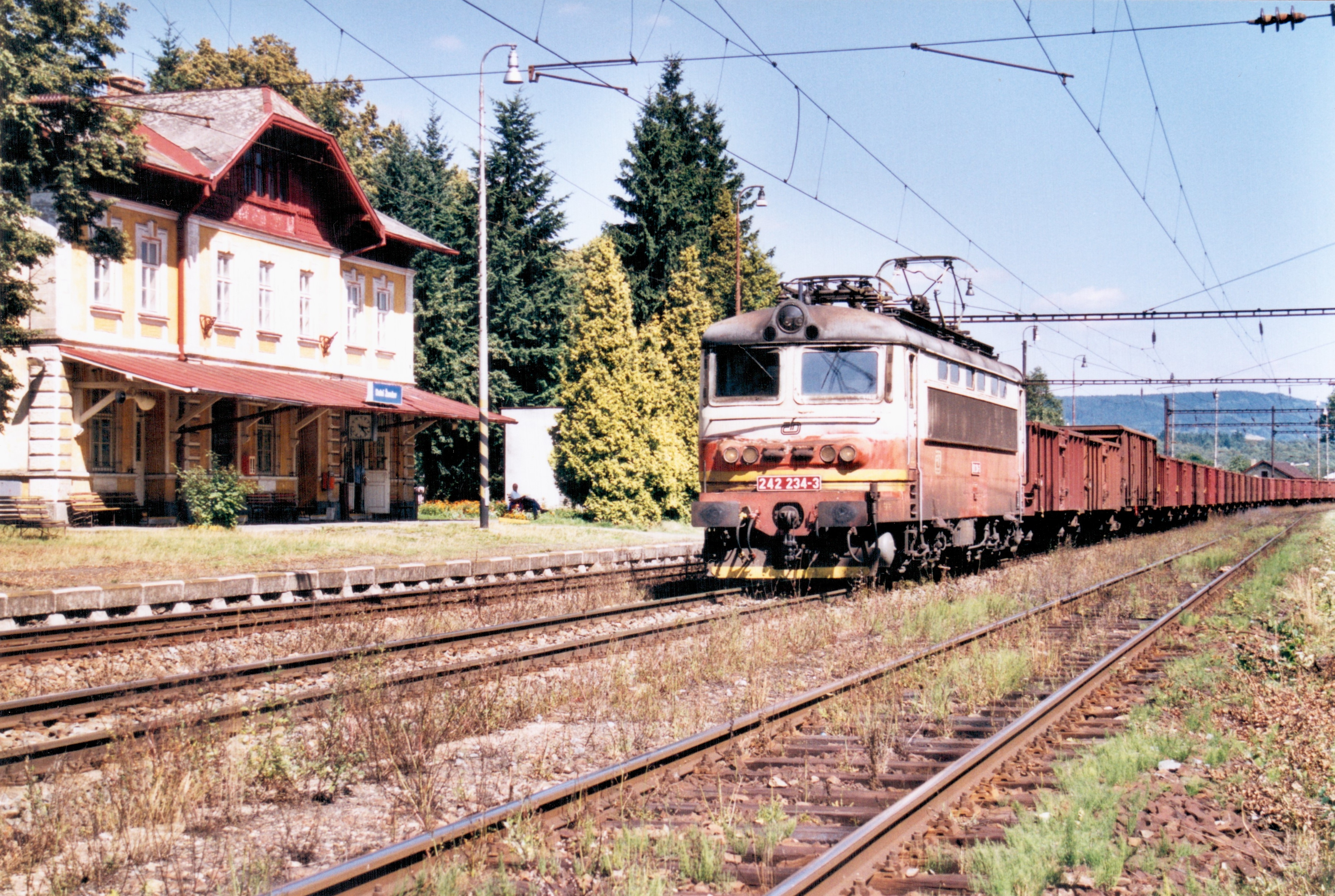
Stanice před modernizací (rok 2000)

## Popis
Stanicí prochází Třetí železniční koridor, vede tudy jednokolejná trať. V roce 2011 byla dokončena úprava nádraží na koridorové parametry: nachází se zde jedno kryté ostrovní nástupiště s podchodem a dvěma hranami. Přístup na nástupiště je bezbariérový.